# فرانك بيك (لاعب كرة قاعدة)
فرانك بيك (بالإنجليزية: Frank Beck)‏ هو لاعب كرة قاعدة أمريكي، ولد في 29 أبريل 1860 في بكبسي في الولايات المتحدة، وتوفي في 8 فبراير 1941 في ديترويت في الولايات المتحدة.

## وصلات خارجية
- فرانك بيك على موقعبيزبول رفرنس.كوم (الدوري الرئيسي) (الإنجليزية)
- فرانك بيك على موقعبيزبول رفرنس.كوم (الدوري الثانوي) (الإنجليزية)